# William Stubbs

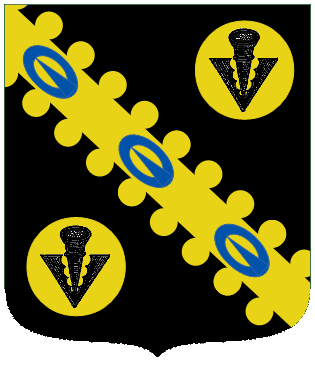
Brasão: sable com uma curva nebulosa Ou entre dois besantes, cada uma contendo um feão também em sable e três fivelas em cor natural

William Stubbs (21 de junho de 1825 — 22 de abril de 1901) foi um historiador inglês e bispo anglicano. Foi Regius Professor de História Moderna na Universidade de Oxford entre 1866 e 1884. Foi Bispo de Chester de 1884 a 1889 e Bispo de Oxford de 1889 a 1901.

## Vida e carreira
Filho do advogado William Morley Stubbs e de sua esposa, Mary Ann Henlock, ele nasceu em uma casa na High Street em Knaresborough, Yorkshire, e foi educado na Ripon Grammar School e no Christ Church de Oxford, onde obteve um mestrado em artes em 1848, sendo o primeiro da classe em estudos clássicos e ficando em terceiro em matemática.
Foi eleito fellow do Trinity College, durante seu tempo em Navestock, Essex, entre 1850 e 1866, onde serviu como pároco pelo mesmo período.
Em 1859 casou-se com Catherine Dellar, filha de John Dellar, de Navestock, e tiveram vários filhos. Foi bibliotecário no Palácio de Lambeth e, em 1862, foi candidato malsucedido à cátedra Chichele de História Moderna em Oxford.
Em 1866, foi nomeado Regius Professor de História Moderna em Oxford, e ocupou a cadeira até 1884. Suas palestras eram pouco frequentadas e ele as achava uma distração de seu trabalho histórico. Algumas de suas palestras estatutárias são publicadas em suas Lectures on Medieval and Modern History. Em 1872, fundou a Escola de História Moderna da Universidade de Oxford, permitindo que a história pós-clássica fosse ensinada como uma disciplina distinta pela primeira vez. Aceitou o auxílio da Stubbs Society durante seu tempo em Oxford, onde interagiu com futuros decanos da profissão.
Foi reitor de Cholderton, Wiltshire, de 1875 a 1879, quando foi nomeado cônego da Catedral de São Paulo. Serviu na comissão dos tribunais eclesiásticos entre 1881 e 1883 e escreveu os apêndices importantes do relatório. Em 25 de abril de 1884 foi consagrado bispo de Chester, e em 1889 tornou-se bispo de Oxford até sua morte. Como bispo de Oxford, também foi ex officio o Chanceler da Ordem da Jarreteira. Foi membro da Chetham Society e serviu como vice-presidente a partir de 1884.

## Abordagem na igreja e últimos anos
Stubbs era adepto da "igreja alta" e abordava doutrinas e práticas baseadas no aprendizado e na veneração pela antiguidade. Suas opiniões foram recebidas com notável respeito por seus irmãos prelados, e atuou como assessor do arcebispo no julgamento de Edward King, bispo de Lincoln.
Sofreu uma enfermidade em novembro de 1900, prejudicando seriamente sua saúde. Pôde, no entanto, comparecer ao funeral da Rainha Vitória em 2 de fevereiro de 1901 e pregou um sermão notável perante o rei e o imperador alemão no dia seguinte. Sua doença tornou-se crítica em 20 de abril. Morreu em Cuddesdon em 22 de abril de 1901. Foi enterrado no cemitério da Igreja de Todos os Santos em Cuddesdon, próximo ao palácio dos bispos de Oxford.